# Lac Quiroga Chico
Le lac Quiroga Chico est un lac d'Argentine. Il est situé dans la province de Santa Cruz, en Patagonie. 

## Géographie
Le lac est situé à plus ou moins 18 km au sud-ouest du lac Strobel, à 27 km au sud-est de la lagune Sterea (qui fait partie du bassin du lac San Martín, donc du versant Pacifique des Andes), et à moins d'un kilomètre au sud du lac Quiroga. Il présente une forme de boomerang, avec un bras nord-ouest et un bras sud. 

## Hydrographie
Il reçoit les eaux de petits cours d'eau issus du versant nord-est de la Meseta de Carbón appelée souvent Meseta de la Muerte. 

Son émissaire prend naissance au niveau de son extrémité nord et se jette dans le lac Quiroga. Long d'à peine un kilomètre, il négocie une chute d'altitude de plus ou moins 100 mètres. 

Le lac Quiroga a pour émissaire le río Capitàn qui se jette dans le río Chico, affluent lui-même du río Santa Cruz. 
Le lac se trouve en bordure ouest de la Meseta du lac Strobel, vaste plateau de quelque 2 500 km2, constellé de centaines de petits lacs et lagunes d'eau douce ou salée.

## Données chiffrées
- La surface du lac Quiroga Chico se trouve à une altitude de 1 144 mètres.
- Sa superficie est de 18 000 000 m2 (18 km2).